# Flughafen Rupsi

i8
i11
i13
Der ca. 40 m hoch gelegene Flughafen Rupsi (englisch Rupsi Airport, IATA-Code: RUP, ICAO-Code: VERU) ist ein nationaler Flughafen ca. 8 km (Fahrtstrecke) nordwestlich der Kleinstadt Gauripur im Westen des nordostindischen Bundesstaats Assam.

## Geschichte
Ein für militärische Flüge von Briten und Amerikanern genutztes Flugfeld existiert schon seit den 1940er Jahren, doch nach dem Zweiten Weltkrieg fiel der Flughafen der Vergessenheit anheim. Erst in den Jahren 2019 bis 2021 wurde die Start- und Landebahn erneuert. Im Mai 2021 aufgenommene nationale Flüge mit Turboprop-Maschinen sind wegen COVID-19 ausgesetzt.

## Verbindungen
Der Flughafen Rupsi wird von nur einer indischen Fluggesellschaft angeflogen; geplante Flüge nach Kalkutta und Guwahati finden derzeit nicht statt.

## Sonstiges
- Der Flughafen verfügt über eine Start-/Landebahn von 1829 m Länge und ist mit ILS ausgestattet.
- Betreiber sind die Indian Air Force und die Bundesbehörde Airports Authority of India.